# Skatepark

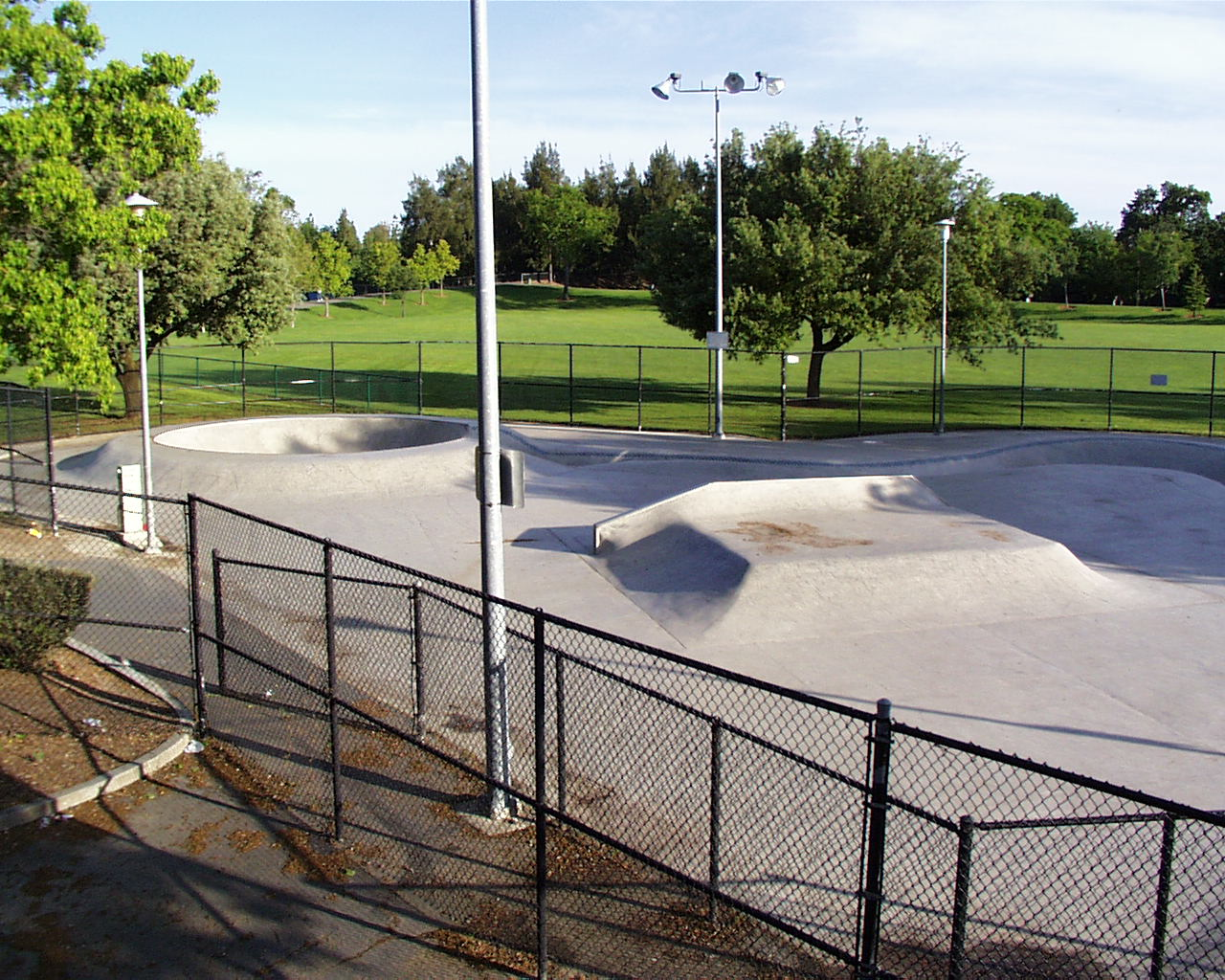
Skatepark w mieście Davis w Kalifornii

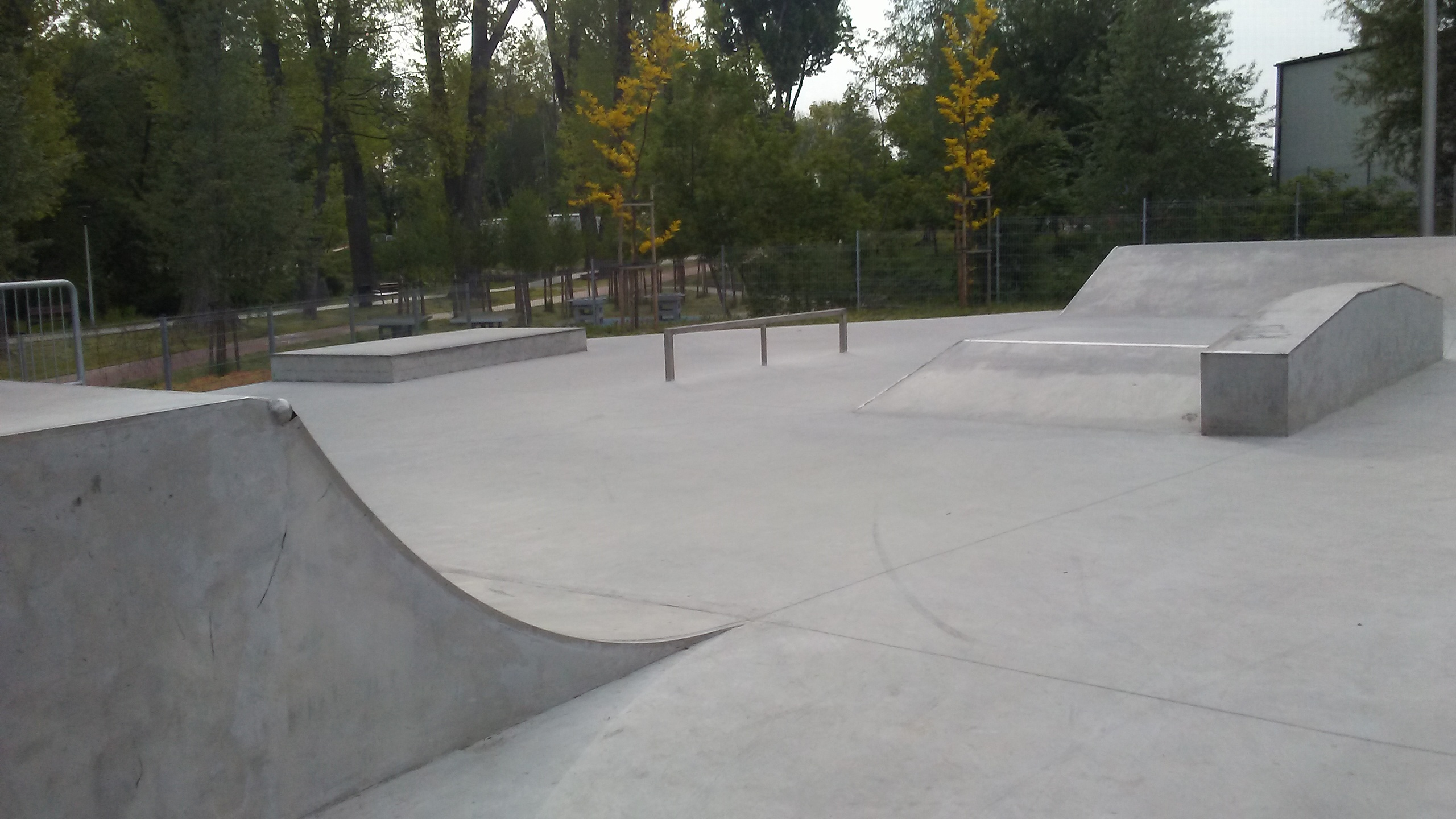
Skatepark w Tomaszowie Mazowieckim

Skatepark – specjalny tor przeznaczony do uprawiania sportów ekstremalnych (jazda na deskorolce, BMX-ie czy wyczynowa jazda na rolkach). W skateparku może znajdować się wiele przeszkód przeznaczonych do nauki trików. Do prywatnych skateparków można zwykle wejść za opłatą, podczas gdy publiczne skateparki zwykle są darmowe. Prywatne skateparki są często umieszczone wewnątrz budynków. Publiczne skateparki prawie zawsze dostępne są na świeżym powietrzu.

## Elementy skateparków

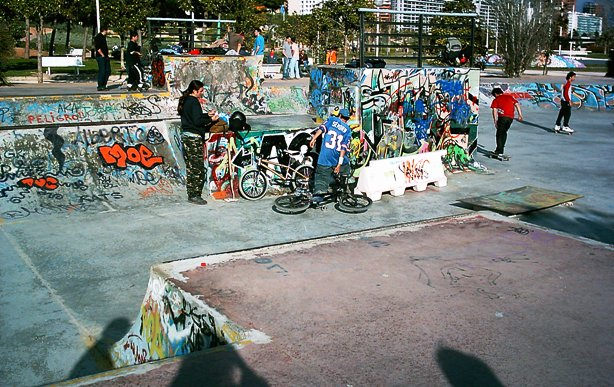
Skatepark w Walencji

- minirampa
- rampa
- bank
- funbox
- piramida
- rail
- grindbox
- london gap
- kicker
- spine
- picnic table
- quarter